# Pascal Sangla
Pascal Sangla (geboren im 20. Jahrhundert in Bayonne) ist ein französischer Pianist, Chansonsänger, Schauspieler, Filmkomponist und Komponist von Bühnenmusik.

## Leben
Nach einer Ausbildung zum Pianisten am Conservatoire de Région de Bayonne studierte Sangla Schauspiel bei Pascale Daniel-Lacombe am Théâtre du Rivage in Saint-Jean-de-Luz, an der Schauspielschule von Pierre Debauche, am Théâtre du Jour in Agen und von 1999 bis 2002 am Conservatoire national supérieur d’art dramatique in Paris. Schon während des Studiums stand er auf Theaterbühnen, war außerdem als Pianist und Komponist aktiv und arbeitete nach dem Studium weiter in beiden Bereichen.
Von 1995 bis 2005 schrieb er Bühnenmusik u. a. für Inszenierungen der Theater Théâtre La Manufacture-Nancy, Théâtre de l'Est Parisien, Théâtre Dijon Bourgogne, des Teatro Massimo in Palermo und des Théâtre de l’Aquarium in Paris. 2005 komponierte er die Bühnenmusik für eine Inszenierung des Misanthrope von Moliere durch Éric Ruf an der Comédie Francaise. 2009 inszenierte Jean-Pierre Vincent den König Ubu, ebenfalls an der Comédie Française, mit Sangla als Komponist und musikalischem Leiter. 2018 arbeitete er ein weiteres Mal mit Ruf zusammen, der an der Comédie Française die Komödie Le Petit-Maître corrigé von Marivaux inszenierte.
Gleichzeitig spielte er weiterhin Theater. 2004 spielte er mit der Compagnie Tabula Rasa eine Rolle in dem Stück M(arivaux). #suite fantaisie, nach Motiven von Marivaux, inszeniert von Sébastien Bournac. Im folgenden Jahr hatte er u. a. Rollen in La vie de Timon d'Athène von William Shakespeare, inszeniert von Victor Gauthier-Martin, in Biberkopf, einer Bearbeitung des Romans Berlin Alexanderplatz durch Stéphanie Noel (2011) und weiterhin in mehreren Stücken von Michel Deutsch, zuletzt 2013 in La Chinoise am MC93 in Bobigny.
Seine erste Filmmusik komponierte er 2009 für Jeanne Herrys Kurzfilm Marcher, woraus sich eine langjährige Zusammenarbeit mit Herry entwickelte. 2018 schrieb er für ihren mehrfach ausgezeichneten Film In sicheren Händen die Musik. Sein jüngster Film mit Jeanne Herry war ihr Filmdrama All eure Gesichter von 2023.
Von 2007 bis 2012 war er musikalischer Leiter und Arrangeur der TV-Reihe „La prochaine fois je vous le chanterai“ von Philippe Meyer (* 1947), übertragen aus dem Studio-Théâtre der Comédie-Française, die von France Inter ausgestrahlt wurde.
Ab 2007 ging er nach der Konzertpremiere in Bayonne über drei Jahre als Chansonnier mit seiner Combo auf Tournee. Daraus ergab sich sein erstes Album mit dem Titel Une petite pause. 2015 ging er begleitet von einem Piano-Schlagzeug-Duo wieder auf Tournee, woraus sich das Album À la fenêtre mit 12 Chansons ergab.

## Preise und Auszeichnungen
- 2019: César für die beste Filmmusik (Nominierung) in In besten Händen
- 2022: Molière in einer Nebenrolle (Nominierung) für Stallone, Regie Fabien Gorgeart

## Diskografie (Auswahl)
- 2010: Une petite pause, Album, L’Autre Distribution
- 2014: Elle l’adore (Bande originale du film), L’R du Trésor
- 2015: À la fenêtre, Album, FCF Music Publ.
- 2018: Pupille  (Bande originale du film), L’R du Trésor
- 2023: Je verrai toujours vos visages (Bande originale du film)

## Filmografie (Auswahl)
Filmmusik
- 2014: Sex für Fortgeschrittene ( À coup sûr) Regie: Delphine de Vigan
- 2014: Elle l’adore –  Regie: Jeanne Herry
- 2018: In sicheren Händen (Pupille)  –  Regie: Jeanne Herry
- 2023: All eure Gesichter (Je verrai toujours vos visages) –  Regie: Jeanne Herry

Schauspieler
- 2020: Parlement – Fernsehserie, 2 Folgen
- 2021: Bloody Oranges
- 2021: La vraie famille
- 2023: Avant l’effondrement